# Khoikhoia
Khoikhoia (лат. ) — род стебельчатобрюхих перепончатокрылых семейства браконид. Южная Африка: Капская область (ЮАР). 7 видов.

## Описание
Длина около 5 мм. От близкого рода Sania отличаются следующими признаками: клипеус со срединным зубцом, лицо морщинистое и пунктированное; субалярная область мезоплеврона с небольшим вертикальным валиком или он отсутствует, и с задним выпуклым гладким голым участком. Усиковые бороздки хорошо развиты; скапус расширен апикально. Жгутик усика состоит из 20—40 флагелломеров. Нижнечелюстные щупики 5-члениковые, нижнегубные щупики состоят из 4 сегментов. Хозяева неизвестны, предположительно (основываясь на особенностях морфологии) эндопаразитируют на гусеницах чешуекрылых, развивающихся в древесине или в ветвях. Характерны для региона финбош и суккулентным типом биома, где преобладает кустарниковый тип растительности.

## Систематика и этимология
7 редких видов, половина из которых известны по единственному голотипу. Морфологически сходны с представителями рода Sania. Род был впервые выделен в 1983 году американским гименоптерологом Уильямом Ричардсоном Мейсоном (1921—1991). Название рода Khoikhoia дано в честь коренных жителей Южной Африки Khoikhoi (khoekhoen, кой-коин, хой-хой), которые были известны голландским поселенцам как готтентоты из-за их уникальных щелкающих звуков кликающей речи.
- Khoikhoia anthelion Sharkey, in Sharkey, van Noort & Whitfield, 2009[1]
- Khoikhoia lission Mason, 1985
- Khoikhoia oligospilos Sharkey, in Sharkey, van Noort & Whitfield, 2009[1]
- Khoikhoia semiadusta Mason, 1983[2]
- Khoikhoia solata Mason, 1983[2]
- Khoikhoia townesi Mason, 1983[2]
- Khoikhoia turneri Mason, 1985